# Marta Sylvia Velarde
Marta Sylvia Velarde (Santiago del Estero, 19 de marzo de 1960) es una abogada y política argentina. A lo largo de su carrera política, fue convencional constituyente en 1994 y diputada nacional entre 2005 y 2009.

## Reseña biográfica
Marta Sylvia Velarde nació en Santiago del Estero el 19 de marzo de 1960. Cursó sus estudios secundarios en la Escuela Normal Manuel Belgrano de esa ciudad. En 1983, se recibió de abogada en la Universidad Nacional de Tucumán. En 1993 cursó el doctorado en Derecho y Ciencias Sociales en la Universidad Nacional de Córdoba, donde su tesis doctoral fue distinguida. Posteriormente ejerció como profesora en la Universidad de Buenos Aires, en la Universidad del Salvador y en la Universidad Católica Argentina. Entre las diversas publicaciones que realizó, destacan "Derecho Agrario" (Editorial Ábaco, Buenos Aires, 1984) y "Manual de Derecho Minero" (Editorial Astrea, Buenos Aires, 1986).
Militante del Partido Justicialista (PJ), fue elegida convencional constituyente por la Provincia de Santiago del Estero durante la Reforma de la Constitución Argentina de 1994, formando parte de la bancada del Frente Justicialista Santiagueño, junto a Enrique Bertolino, Humberto Herrera, Norma Maza y Domingo Schiavoni.
En febrero de 2005, fue precandidata a vicegobernadora de Santiago del Estero en la interna del PJ, acompañando a José María Cantos como gobernador. Sin embargo fueron derrotados por la fórmula José Oscar Figueroa - Humberto Salim, quienes obtuvieron la candidatura a la gobernación para las elecciones provinciales de Santiago del Estero de ese año. En octubre, Velarde se postuló para diputada nacional en las elecciones legislativas de 2005, ocupando el segundo lugar en la lista del Frente Cívico por Santiago. Dicho partido ganó todos los escaños con un contundente triunfo del 71,05% de los votos, por lo que Velarde pudo ingresar a la Cámara Baja. Juró el cargo el 6 de diciembre de ese año.
En 2008, se produjo la crisis y el paro agropecuario nacional a raíz de la Resolución nº 125/2008, dictada durante la presidencia de Cristina Fernández de Kirchner, que establecía un sistema móvil para las retenciones impositivas a las exportaciones de soja, trigo y maíz. Con el fin de poner fin al conflicto, en junio de ese año el Poder Ejecutivo Nacional envió un Proyecto de Ley de Retenciones y Creación del Fondo de Redistribución Social al Congreso Nacional con el fin de ratificar o derogar la Resolución 125/08 y sus modificaciones. Marta Velarde fue una de las diputadas nacionales que votó en contra de aprobar ese proyecto.
Esa votación provocó su distanciamiento del Frente Cívico por Santiago y su apartamiento del bloque oficialista del Frente para la Victoria. En julio de 2008 pasó a integrar el bloque del Justicialismo Republicano en la Cámara Baja. Al año siguiente, cambió su domicilio para pasar a residir en la Ciudad Autónoma de Buenos Aires y de esa manera poder postularse como diputada nacional en representación de ese distrito. Iba a presentarse en las elecciones legislativas de 2009, integrando la lista del Acuerdo Cívico y Social de Elisa Carrió. Sin embargo, su candidatura fue impugnada debido al escaso tiempo de residencia en ese distrito.
Finalizó su mandato como diputada nacional en diciembre de 2009 y actualmente reside en Buenos Aires.